# Torben Schiewe
Torben Schiewe (* 11. März 1985 in Celle) ist ein deutscher Volleyballspieler.

## Karriere
Nach der Jugendausbildung beim SV Nienhagen wurde Schiewe in die Nationalmannschaft der Behinderten-Volleyballer berufen. Der heutige Geschäftsstellenleiter des MTV Eintracht Celle war mit der Nationalmannschaft international erfolgreich.
Das bisherige Karrierehighlight war der 3. Platz bei den Sommer-Paralympics in London 2012.
Für seine sportlichen Leistungen wurde er am 7. November 2012 mit dem Silbernen Lorbeerblatt geehrt.

## Persönliche Bestleistung
- Auszeichnung „Bester Libero“ bei der Standvolleyball-Weltmeisterschaft 2004 in Mettmann[2]
- Auszeichnung „Most Valuable Payer“ bei den Beachmasters 2011 in Malaysia (Standvolleyball)[2]
- Auszeichnung „Bester Zuspieler“ beim Weltcup 2011 in Kambodscha (Standvolleyball)[2]